# ポボス
ポボス（古希: Φόβος, Phobos）は、ギリシア神話に登場する恐怖の神である。その名は「敗走」の意で、古くは敗走を表す神であったが、後に混乱、狼狽、恐怖を表す神となった。後代にはフォボス、またラテン語化してフォブス (Phobus) とも呼ばれる。ローマ神話におけるティモールと同一視される。

## 概要
軍神アレースと美の女神アプロディーテーの息子であり、兄弟にデイモス（恐慌）とハルモニアー（調和）がいる。また、エロースとも兄弟ということになる。兄弟のデイモスや叔母のエニューオー（戦い）、時には叔母のエリス（争い、不和）と共に、常にアレースに従属して戦場を跋扈したという。
元はヘーシオドスの『神統記』における恐怖の擬人化である。
英語フォビア（Phobia, 恐怖、恐怖症と訳される）の語源ともなった。また、アサフ・ホールが火星の二つの衛星を発見した際、ポボス（フォボス）とデイモス（ダイモス）の兄弟から名前を付けたことで広く知られている。